# ブロッサム・ディアリー
ブロッサム・ディアリー（英: Blossom Dearie、1924年4月28日 - 2009年2月7日）は、アメリカのジャズ・シンガーであり、ピアニスト。子供のような独特の歌声が特徴。

## 経歴

### 幼少期
1924年4月28日、ニューヨークの郊外イースト・ダーラムで、スコットランド系アイルランド人の父とノルウェー人の母の間に生まれた。
子供の時はクラシック・ピアノを習っていたが、10代でジャズ・ピアノに転向する。
1940年代の中頃からウディ・ハーマン楽団やアルヴィノ・レイ楽団などの様々なコーラス・グループに参加。また、カクテル・ピアニストとして、クラブやバーで歌ったりもしていた。
1952年に渡仏。クリスチャンヌ・ルグランらとコーラスグループの「ザ・ブルー・スターズ」を結成。1954年、ブロッサムとミシェル・ルグランが編曲を手掛けたアルバム「The Blue Stars」をバークレー・レコードに吹き込んだ。
1956年、初のリーダー・アルバム『Blossom Dearie Plays "April in Paris"』を録音。ただし、この作品では歌っておらず、ピアノのみで参加。
同年にアメリカへ帰国、アルバム『ブロッサム・ディアリー』を録音する。
1962年にはブロッサムがルートビアのCMソングを歌っていた関係で、販売促進キャンペーンのためのアルバム『シングス・ルーティン・ソングス』を制作。
そのほか、1964年にはキャピトル・レコードからアルバム『メイ・アイ・カム・イン？』をリリース。
1965年12月にロンドンへ渡ると、1966年から1970年にかけて英フォンタナ・レコードから4枚のアルバムを発表した。

### 1970年代以降
1974年には兄ウォルター・バーチェットを社長に迎え自主レーベル、ダフォディル・レコードを設立。アメリカの子供向け教育番組『スクールハウス・ロック!』のサウンドトラックに参加。ボブ・ドローが手がけた「Figure Eight」などの曲で歌声を披露した。
晩年は2006年まで、マンハッタンの「ダニーズ・スカイライト・ルーム」などでライブを行っていたが、2009年2月7日、老衰のためグリニッジ・ヴィレッジで死去。

## ディスコグラフィ
マーキュリー・レコード
- 『ララバイ・オブ・バードランド』 - The Blue Stars of France: Lullaby of Birdland and Other Famous Hits (1954年) ※コーラスグループ「ザ・ブルー・スターズ」の一員として

バークレー・レコード
- Blossom Dearie Plays "April in Paris" (1956年) ※歌なし

ヴァーヴ・レコード
- 『ブロッサム・ディアリー』 - Blossom Dearie (1957年)
- 『ギヴ・ヒム・ジ・ウー・ラ・ラ』 - Give Him the Ooh-La-La (1957年)
- 『ワンス・アポン・ア・サマータイム』 - Once Upon a Summertime (1958年)
- 『シングズ・コムデン・アンド・グリーン』 - Blossom Dearie Sings Comden and Green (1959年)
- 『ブロードウェイ・ヒット・ソングズ』 - Soubrette Sings Broadway Hit Songs (1960年)
- 『マイ・ジェントルマン・フレンド』 - My Gentleman Friend" (1961年) ※1959年録音

ハイヤーズ
- 『シングス・ルーティン・ソングス』 - Blossom Dearie Sings Rootin' Songs (1963年)

キャピトル・レコード
- 『メイ・アイ・カム・イン?』 - May I Come In? (1964年)

フォンタナ・レコード
- 『ブロッサム・タイム・アット・ロニー・スコット』 - Blossom Time at Ronnie Scott's (1966年) ※ライブ録音
- 『スウィート・ブロッサム・ディアリー』 - Sweet Blossom Dearie (1967年) ※ライブ録音
- Soon It's Gonna Rain (1967年)
- 『ザッツ・ジャスト・ザ・ウェイ・アイ・ウォント・トゥ・ビー』 - That's Just the Way I Want to Be (1970年)

ダフォディル・レコード
- 『シングス：ブロッサムズ・オウン・トレジャーズ』 - Blossom Dearie Sings (1974年)
- 『1975』 - 1975: From The Meticulous to the Sublime (1975年)
- 『マイ・ニュー・セレブリティ・イズ・ユー』 - My New Celebrity is You (1976年)
- 『ウィンチェスター・イン・アップル・ブロッサム・タイム』 - Winchester in Apple Blossom Time (1977年)
- 『ニードルポイント・マジック』 - Needlepoint Magic (1979年) ※ライブ録音
- Simply (1983年)
- 『ポジティヴリー』 - Positively (1983年)
- Et Tu, Bruce (1984年) ※ライブ録音
- Chez Wahlberg: Part One (1985年)
- Songs of Chelsea (1987年)
- Tweedledum & Tweedledee (Two People Who Resemble Each Other, in this Case Musically) (1991年) ※マイク・レンジとの共演盤
- Christmas Spice So Very Nice (1991年) ※マイク・レンジとの共演盤
- Our Favorite Songs (1996年) ※コンピレーション・アルバム
- I'm Hip (1998年) ※コンピレーション・アルバム
- 『ブロッサムズ・プラネット』 - Blossom's Planet (2000年)
- "It's All Right to Be Afraid" (2003年) ※シングル

EMI
- 『スウィート・ブロッサム・ナイト - 私とフィル』 - Me and Phil (1994年)

その他のアーティストとの共演盤
- Alan Jay Lerner Revisited
- Arthur Schwartz Revisited
- Cole Porter Revisited Volume IV
- DeSylva, Brown & Henderson Revisited Volume I
- Frank Loesser Revisited
- Harold Arlen Revisited
- Harold Arlen & Vernon Duke Revisited Volume II
- Ira Gershwin Revisited
- Irving Berlin Revisited
- Kurt Weill Revisited Volume II
- Oscar Hammerstein Revisited
- Rodgers & Hart Revisited Volume II
- Rodgers & Hart Revisited Volume III
- Rodgers & Hart Revisited Volume IV
- Unpublished Cole Porter Volume II
- Vernon Duke Revisited
- Vincent Youmans Revisited
- Hold On to Your Hats (Complete Score)